# Іхтіологія
Іхтіоло́гія, або рибозна́вство (грец. Ιχθυολογία від ιχθύς — риба) — наука про риб, один з розділів зоології хребетних. Наука, об'єктом досліджень якої є риби і круглороті (міксини та міноги). Досліджує систематику й еволюцію, морфологію, анатомію, ембріологію риб, видовий, віковий склад і чисельність їх популяцій відкритих водойм різних природно-кліматичних зон, етологію, вплив біотичних та абіотичних факторів на організм і популяції риб.
Основна мета іхтіології полягає в теоретичному обґрунтуванні збереження, відтворення й охорони рідкісних і зникаючих видів риб, а також рибних ресурсів, методів оцінок промислових запасів риби, якісного складу іхтіофауни, розроблення способів підвищення рибопродуктивності континентальних водойм і світового океану, прогнозування стану іхтіофауни під впливом антропогенних чинників.

## Напрямки досліджень
Основні напрямки досліджень:
- Вивчення риб та їхньої будови
- Структура, чисельність і міграція популяцій морських, прісноводних риб та риб хижаків.
- Біологія різних видів риб.
- Біологічне різноманіття іхтіофауни континентальних водойм і світового океану.
- Вплив факторів різної природи на індивідуальний розвиток риб і поведінку їх популяцій.
- Процеси живлення риби і трансформації енергії в метаболізмі організму та в біоценозах водойм.
- Вплив природних антропогенних чинників на динаміку чисельності та масу популяцій риб.
- Розроблення методів інтродукції й акліматизації риб.
- Розроблення теоретичних засад поліпшення якісного складу іхтіофауни водойм та підвищення їх рибопродуктивності.
- Охорона і раціональне використання іхтіофауни.